# De Jonge Akademie

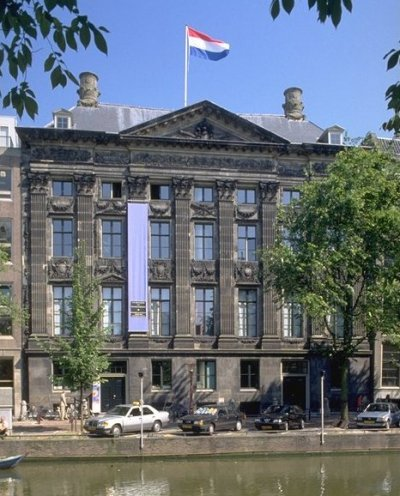
Das Trippenhuis in Amsterdam worin die De Jonge Akademie bei der KNAW ihren Sitz hat

De Jonge Akademie (Die junge Akademie) ist eine 2015 durch die Königlich Niederländische Akademie der Wissenschaften (KNAW) gegründete Plattform, innerhalb dieser sich etliche junge Wissenschaftler vereinigen. Für eine Mitgliedschaft darf die Promovierung höchstens zehn Jahre zurückliegen. Die Junge Akademie bezeichnet sich selbst als „eine dynamische und innovative Plattform junger Spitzenwissenschaftler mit wissenschaftlichen und wissenschaftspolitischen Visionen“.

## Ausrichtung und Aktivitäten
- Interdisziplinarität in der Wissenschaft
- Wissenschaftspolitik
- Wissenschaft und Gesellschaft

## Organisation und Mitglieder
Die Jonge Akademie hat einen fünfköpfigen, durch die Mitglieder gewählten Vorstand, zwei ständige Ausschüsse (der Auswahlausschuss und der Stipendiatsausschuss der De Jonge Akademie), ein Internationalisierungsausschuss und eine Reihe von Projektausschüssen.
Die Junge Akademie wählt jährlich zehn neue, talentierte Forscher als Mitglieder aus. Neben ausgewiesener wissenschaftlicher Qualität haben die Teilnehmenden ein breites Interesse an wissenschaftlicher Praxis und Wissenschaftskommunikation.
Die maximal 50 Mitglieder werden für fünf Jahre berufen, durch Kooptation nach Nominierung durch Mitglieder und wissenschaftliche Gremien.

## Vergleichbare Einrichtungen weltweit
Neben De Jonge Akademie und der „National Academy of Young Scientists“ von Pakistan wurden seit Ende 2010 andere „National Young Academies“ eingerichtet oder befinden sich in ihrer Gründung. Im Jahr zuvor wurde eine globale Organisation gegründet, die Global Young Academy, worin sich Wissenschaftler aus 46 Ländern und fünf Kontinenten vereinigen.

In Deutschland besteht Junge Akademie bereits seit der Jahrtausendwende. Sie steht in der Trägerschaft der Berlin-Brandenburgische Akademie der Wissenschaften (BBAW) und der Nationalen Akademie der Wissenschaften Leopoldina. Nach ihrem Vorbild wurde 2015 die Jonge Akademie in Amsterdam geschaffen.